# 鍵空とみやき
鍵空 とみやき（かぎそら とみやき、3月3日 - ）は日本の漫画家。同人サークル「子旅再生」における名前表記は「鍵空富焼」である。

## 作品リスト

### 漫画作品

#### 連載
- カミヨメ（『月刊ガンガンJOKER』2011年1月号 - 12月号）
- TARI TARI（原作：EVERGREEN、『月刊ガンガンJOKER』2012年6月号[1] - 11月号）
- ファンタジスタドール 〜プレリュードかがみ〜（原作：ファンタジスタドールプロジェクト、『コミックアライブ』2013年7月号 - 11月号）
- ハッピーシュガーライフ（『月刊ガンガンJOKER』2015年6月号[2] - 2019年7月号[3]・2019年10月号 - 2020年2月号）
- 恋愛自壊人形 恋するサーティン（『月刊ガンガンJOKER』2021年12月号[4] - 2024年3月号[5]）

#### 読み切り
- ゆめのみち（『まんがタイムきららフォワード』2009年3月号）
- ユウグレ（『まんがタイムきららフォワード』2009年5月号）
- 『ソードアート・オンライン』のアンソロジー寄稿作品（原作：川原礫、『4コマ公式アンソロジー ソードアート・オンライン』2012年）
- セツナトリップ（原案：Last Note.、『web COMIC@LOID』VOL.0[6]）
- あんちゃんといっしょ！（原作：平坂読、『僕は友達が少ない 公式アンソロジーコミック』3巻、2013年[7]） - 『僕は友達が少ない』のアンソロジー寄稿作品。
- 『俺の彼女と幼なじみが修羅場すぎる』のアンソロジー寄稿作品（原作：裕時悠示、『俺の彼女と幼なじみが修羅場すぎる アンソロジーコミック』2013年）
- 黒髪と花と少女と（原作：緋鍵龍彦、『断裁分離のクライムエッジ アンソロジー』2013年[8]） - 『断裁分離のクライムエッジ』のアンソロジー寄稿作品。
- ゴスロリとこまちゃん（原作：あっと、『のんのんびより 公式アンソロジー』2014年[9]） - 『のんのんびより』のアンソロジー寄稿作品。
- ホワイトシュガーガーデン、ブラックソルトケージ。（『月刊ガンガンJOKER』2014年9月号） - 『ハッピーシュガーライフ』2巻に収録。
- アブソリュート・デュオ アフレコレポート（『月刊コミックアライブ』2015年2月号）
- それは本当にココアですか？（原作：Koi、『ご注文はうさぎですか？ アンソロジーコミック』2巻、2015年） - 『ご注文はうさぎですか？』のアンソロジー寄稿作品。
- はるのさんは今日も見る！（『まんがタイムきららMAX』2016年2月号、3月号）
- 綺麗な天使の生かし方（『ミステリーボニータ』2017年8月号[10]）
- 悪魔とアイドルと夢見弖ユメミ（原作：河本ほむら・尚村透、『賭ケグルイ万 賭ケグルイ公式アンソロジー』2017年） - 『賭ケグルイ』のアンソロジー寄稿作品。
- 病みかけ世界に人形添えて（『月刊ガンガンJOKER』2021年1月号）
- 高嶺の花を推している（『くらげバンチ』2024年3月29日）

### 書籍
- 『カミヨメ』、スクウェア・エニックス〈ガンガンコミックスJOKER〉2011年 - 2012年、全2巻
- 『TARI TARI』、原作：EVERGREEN、スクウェア・エニックス〈ガンガンコミックスJOKER〉2012年、全2巻
- 『ファンタジスタドール 〜プレリュードかがみ〜』、原作：ファンタジスタドールプロジェクト、メディアファクトリー〈MFコミックス アライブシリーズ〉2013年、全1巻
- 『青春ボカロ組曲 ボカロコミックSELECTION』、KADOKAWA〈電撃コミックスNEXT〉2015年、短編集
- 『ハッピーシュガーライフ』、スクウェア・エニックス〈ガンガンコミックスJOKER〉2015年 - 2022年、全11巻
- 『恋愛自壊人形 恋するサーティン』、スクウェア・エニックス〈ガンガンコミックスJOKER〉2022年 - 2024年、全4巻

### その他
- 『ジャヒー様はくじけない!』第7巻特装版小冊子（2021年7月20日発売[11]）イラスト寄稿[11]